# Fandroana

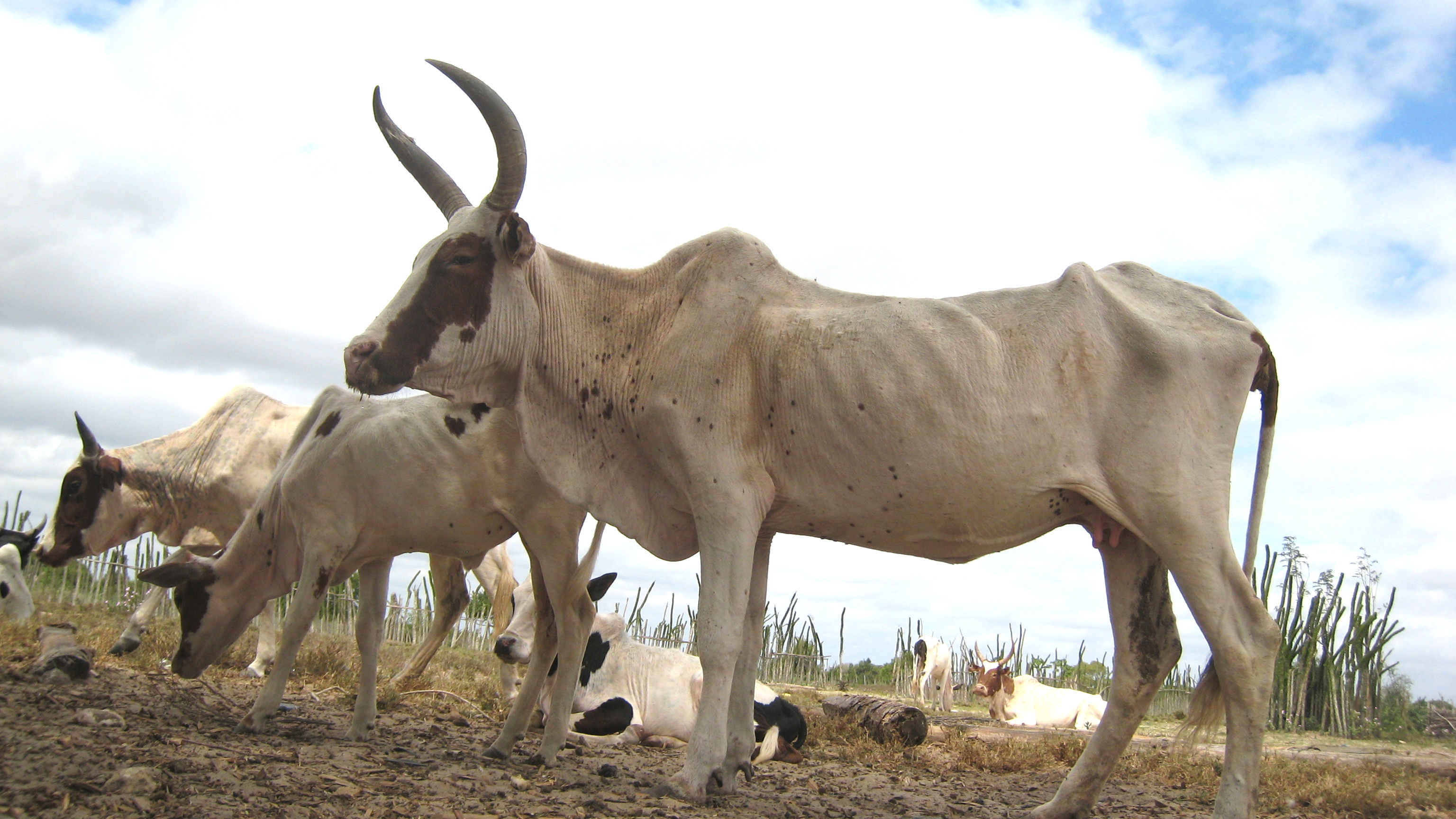
Volgens legendes is de Fandroana door Ralambo in het leven geroepen om de ontdekking van de kwaliteit van zeboevlees te vieren.

Fandroana, door 19e-eeuwse historici het Koninklijk Bad genoemd, is een jaarlijks feest dat wordt gehouden op 26 juni. Het feest vindt zijn oorsprong bij de Merina, een etnische groep in de hooglanden van Madagaskar, en werd voorheen door hen gevierd als nieuwjaarsdag, als de dag van Ralambo's geboorte en als feestdag om de ontdekking van de kwaliteit van zeboevlees te vieren.

## Geschiedenis
Volgens de Malagassische overleveringen stamt het feest uit de regeringsperiode van koning Ralambo, de zoon van Andriamanelo die het Koninkrijk Imerina heeft gesticht. Ralambo, of volgens andere legendes zijn dienaar, kwam op het idee om een zeboe te offeren. Toen ze het vlees bereidden was de geur zo verleidelijk dat Ralambo en zijn mannen wat van het vlees proefden. Dit viel zo in de smaak dat Ralambo zeboes liet domesticeren om als voedsel voor zijn volk te dienen. Ralambo wordt door Malagassische overleveringen gezien als de grondlegger van de Fandroana, hij wilde de ontdekking van het zeboevlees als nationale feestdag vieren. Sommigen opperen echter dat hij slechts nieuwe gebruiken toevoegde aan het feest dat reeds veel langer bestond. Fandroana zou gevierd worden op Ralambo's verjaardag, die tegelijk het begin van het nieuwe jaar inluidde. Na verloop van tijd begon het feest enkele dagen eerder dan Ralambo's verjaardag, om vervolgens enkele dagen na deze dag te eindigen.
Toen Madagaskar onder het bewind van Frankrijk kwam, werd de nieuwe datum van Fandroana vastgesteld op 14 juli, de dag van de vaststelling van het Frans Protectoraat. Dit leidde tot veel weerstand bij de Malagassiërs, en nadat Madagaskar een onafhankelijke republiek was geworden, werd de feestdag voortaan op 26 juni gehouden, Madagaskars Onafhankelijkheidsdag. Omdat Madagaskar niet langer een monarchie is, wordt er geen koninklijk bad meer gehouden.

## Gebruiken
Het feest heeft in de loop der eeuwen een aantal veranderingen ondergaan. Volgens 18e- en 19e-eeuwse verslagen kwamen alle gezinsleden in hun geboortedorp bij elkaar, waarbij oude familievetes werden bijgelegd. Het feest stond vooral in het teken van vernieuwing: huizen werden schoongemaakt en gerepareerd en afgedankte voorwerpen werden vervangen door nieuwe. Op de morgen van het nieuwe jaar werd een rode haan traditioneel geofferd en werd zijn bloed gebruikt om de aanwezigen bij de ceremonie te zalven. Merina-monarchen werden na deze zalving gebaad in heilig water, waarna hij het water op de aanwezigen sprenkelde om hen zo de zegening van de razana (geesten van overleden voorouders) te schenken, de Hasana genoemd.
In de eerste uren van Fandroana houden de kinderen 's nachts een processie met fakkels door het dorp. Overdag wordt naar traditie zeboevlees gegeten dat is gegrild of bereid als jaka, een gerecht dat alleen op deze dag wordt gegeten. Voor het maken van jaka wordt op de dag van de Fandroana zeboevlees gemarineerd in niervet in een aardewerken pot gedaan. De afgesloten pot wordt vervolgens in een kuil gestopt en na twaalf maanden op de volgende Fandroana weer opgegraven. Omdat zeboevlees kostbaar is, wordt het tegenwoordig meestal vervangen door ander vlees, zoals kippenvlees.